# Lex Fridman
Lex Fridman, volledige naam Aleksej Alexandrovitsj Fridman (Tsjkalovsk, 15 augustus 1983), is een Amerikaanse computerwetenschapper en podcaster verbonden aan het MIT. In 2018 begon hij de Lex Fridman Podcast, waarin hij interviews afneemt met bekende figuren uit verschillende vakgebieden, waaronder wetenschap, technologie, sport en politiek.

## Biografie
Aleksej Aleksandrovitsj Fridman werd geboren in Tsjkalovsk, in de toenmalige Tadzjiekse sovjetrepubliek en groeide op in Moskou. Kort na de val van de Sovjet-Unie, toen Fridman elf jaar was, verhuisden hij en zijn familie van Rusland naar de Verenigde Staten, naar Chicago. Hier ging hij naar de Neuqua Valley High School in Naperville (Illinois). Hij behaalde zijn bachelor- en masterdiploma in computerwetenschappen aan de Drexel University, waarna hij in 2014 er zijn doctoraat in elektro- en computertechniek behaalde.
Fridman werd in 2019 bekend nadat Elon Musk een controversieel onderzoek van het Massachusetts Institute of Technology (MIT) over Tesla's Autopilot prees, waaraan Fridman had bijgedragen. Hierin werd geconcludeerd dat bestuurders van Tesla's gefocust bleven tijdens het gebruik van het semi-autonome rijsysteem. Het onderzoek ontving kritiek van AI-experts en is niet door collega's getoetst.
In dat jaar maakte Fridman de overstap naar een onbetaalde functie bij het MIT AgeLab. Sinds 2022 werkt hij als onderzoeker bij het MIT Laboratory for Information and Decision Systems (LIDS). Fridman wordt mede vanwege het succes van zijn podcast omschreven als de meest bekende "wetenschapsambassadeur" van het MIT.